# Ritu Menon
Ritu Menon ist eine indische Schriftstellerin, Gelehrte, Verlegerin und Feministin. Sie gründete 1984 zusammen mit Urvashi Butalia den ersten feministischen Verlag Indiens Kali for Woman.
2003 trennten sich die beiden Gründerinnen gütlich. Während Urvashi Butalia die Arbeit mit ihrer Neugründung Zubaan Books fortsetzte, führt Ritu Menon heute den Verlag Womans Unlimited.

## Veröffentlichungen
- Ritu Menon, Kamla Bhasin: Recovery, Rupture, Resistance: Indian State and Abduction of Women during Partition, in Economic and Political Weekly, 24. April 1993.
- Ritu Menon, Urvashi Butalia: Making a Difference: Feminist Publishing in the South. Bellagio 1995, Bellagio Publishing Network
- Ritu Menon, Florence Howe (Hrsg.): Publishing for Social Change. New Delhi and New York 1996
- Ritu Menon, Kamla Bhasin, Nighat Said Khan (Hrsg.): Against All Odds. Kali for Woman, 1996
- Ritu Menon, Kamla Bhasin: Borders & Boundaries: Women in India's Partition. Piscataway, NJ 1998; Rutgers University Press
- Reproducing the Legitimate Community: Secularity, Sexuality, and the State in Postpartition India. in Appropriating Gender: Women's Activism and Politicized Religion in South Asia, herausgegeben von Patricia Jeffrey und Amrita Basu. London 1998, Routledge